# Dlažov
Dlažov är en ort i Tjeckien.   Den ligger i regionen Plzeň, i den västra delen av landet, 120 km sydväst om huvudstaden Prag. Dlažov ligger 506 meter över havet och antalet invånare är 389.
Terrängen runt Dlažov är kuperad åt sydväst, men åt nordost är den platt. Terrängen runt Dlažov sluttar österut. Runt Dlažov är det ganska tätbefolkat, med 62 invånare per kvadratkilometer. Närmaste större samhälle är Klatovy, 9,9 km öster om Dlažov. Trakten runt Dlažov består till största delen av jordbruksmark.